# Voluntad (obra de teatro)
Voluntad (Voluntad: Comedia en tres actos y en prosa) es una obra de teatro en tres actos, de Benito Pérez Galdós, en tres actos, estrenada en 1895. Se trata de una de las comedias ambientadas en la clase media madrileña.

## Argumento
Isidora es una joven emprendedora y decidida que se ve en la necesidad de gestionar el negocio comercial de su padre para salir de la ruina, poniéndose así al frente de la familia y desbordando los papeles supuestamente atribuidos al padre y al hermano pequeño. Las circunstancias, no obstante, cambian con la aparición del galán Alejandro, del que Isidora se enamora y con el que está dispuesta a convivir incluso sin haber contraído matrimonio.

## Estreno
En el Teatro Español el 20 de diciembre de 1895, con el siguiente elenco:
- Isidora ... María Guerrero.
- Doña Trinidad ... Sra. Domínguez.
- Trinita ... Josefina Blanco.
- Alejandro ... Fernando Díaz de Mendoza.
- Don Isidro Berdejo ... Sr. Jiménez.
- Don Santos Berdejo ... Felipe Carsí.
- Serafinito ... Ramona Valdivia.
- Luengo ... Alfredo Cirera.
- Don Nicomedes ... Sr. Díaz.
- Bonifacio ... Sr. Mendiguchía.
- Lucas ... Sr. López Alonso.
- Un Cobrador ... Sr. Torner